# Dendrocoelum infernale
Dendrocoelum infernale is een platworm (Platyhelminthes). De worm is tweeslachtig. De soort leeft in of nabij zoet water in centraal Europa.
Het geslacht Dendrocoelum, waarin de platworm wordt geplaatst, wordt tot de familie Dendrocoelidae gerekend. De wetenschappelijke naam van de soort werd, als Planaria infernalis, voor het eerst geldig gepubliceerd in 1907 door Steinmann.